# Linda van Beekhuizen
Linda van Beekhuizen (Harderwijk, 23 april 1985) is een Nederlands ex-voetballer die uitkwam voor sc Heerenveen en FC Zwolle in de Eredivisie Vrouwen. In januari 2012 besloot ze voor een maatschappelijke carrière te gaan en te stoppen met voetbal.

## Statistieken
| Seizoen        | Club          | Land      | Competitie  | Wedstrijden | Doelpunten |
| -------------- | ------------- | --------- | ----------- | ----------- | ---------- |
| 2008/09        | Oranje Nassau | Nederland | Hoofdklasse | -           | -          |
| 2008/09        | sc Heerenveen | Nederland | Eredivisie  | 14          | 0          |
| 2009/10        | Be Quick '28  | Nederland | Hoofdklasse | -           | -          |
| 2010/11        | FC Zwolle     | Nederland | Eredivisie  | 21          | 0          |
| 2011/12        | FC Zwolle     | Nederland | Eredivisie  | 1           | 0          |
| Totaal         | Totaal        | Totaal    | Totaal      | 36          | 0          |
| Bijgewerkt tot | 9 april 2012  |           |             |             |            |